# Iwan Chandoszkin
Iwan Jewstafjewicz Chandoszkin (ros. Иван Евстафьевич Хандошкин; ur. 1747, zm. 18 marca?/30 marca 1804 w Petersburgu) – rosyjski skrzypek, kompozytor i dyrygent.

## Życiorys
Pochodził z rodziny chłopskiej. Jego ojciec był muzykiem w orkiestrze rogowej cara Piotra III. Uczył się gry na skrzypcach u Tito Porty. W 1762 roku został skrzypkiem orkiestry nadwornej, a w jakiś czas później jej koncertmistrzem. Od 1764 roku wykładał w petersburskiej Akademii Sztuk. W 1785 roku został powołany na członka, a w 1788 roku na dyrektora organizowanej przez Grigorija Potiomkina w Jekaterynosławiu akademii muzycznej. Gdy projekt powołania uczelni upadł, powrócił w 1789 roku do Petersburga.
Za życia ceniony jako wirtuoz skrzypiec. Był pierwszym rodzimym skrzypkiem występującym z koncertami na scenach rosyjskich, co wcześniej należało do domeny obcokrajowców. W swoich kompozycjach wykorzystywał motywy zaczerpnięte z rosyjskiej muzyki ludowej.